# Torneo Sub-17 de la Concacaf de 2003
El Torneo Sub-17 de la Concacaf de 2003 se jugó en Guatemala y Canadá del 3 al 30 de marzo y contó con la participación de 8 selecciones infantiles de América del Norte, América Central y el Caribe provenientes de una fase eliminatoria.
Estados Unidos, Costa Rica y México fueron los que obtuvieron la clasificación a la Copa Mundial de Fútbol Sub-17 de 2003 a disputarse en Finlandia.

## Grupo A
Los partidos se jugaron en Ciudad de Guatemala, Guatemala.
| # | País           | J | G | E | P | GF | GC | PTS | +/- |
| - | -------------- | - | - | - | - | -- | -- | --- | --- |
| 1 | Estados Unidos | 3 | 2 | 1 | 0 | 7  | 1  | 7   | +6  |
| 2 | Jamaica        | 3 | 1 | 1 | 1 | 4  | 6  | 4   | -2  |
| 3 | El Salvador    | 3 | 0 | 3 | 0 | 4  | 4  | 3   | 0   |
| 3 | Guatemala      | 3 | 0 | 1 | 2 | 4  | 8  | 1   | -4  |

| Equipo 1       | Resultado | Equipo 2       |
| -------------- | --------- | -------------- |
| Jamaica        | 0-3       | Estados Unidos |
| Guatemala      | 2-2       | El Salvador    |
| El Salvador    | 1-1       | Estados Unidos |
| Guatemala      | 2-3       | Jamaica        |
| Jamaica        | 1-1       | El Salvador    |
| Estados Unidos | 3-0       | Guatemala      |

## Grupo B
Los partidos se jugaron en Victoria, British Columbia.
| # | País       | J | G | E | P | GF | GC | PTS | +/- |
| - | ---------- | - | - | - | - | -- | -- | --- | --- |
| 1 | Costa Rica | 3 | 2 | 0 | 1 | 7  | 3  | 6   | +4  |
| 2 | México     | 3 | 2 | 0 | 1 | 6  | 4  | 6   | +2  |
| 3 | Canadá     | 3 | 2 | 0 | 1 | 4  | 3  | 6   | +1  |
| 3 | Cuba       | 3 | 0 | 0 | 3 | 2  | 9  | 0   | -7  |

| Equipo 1   | Resultado | Equipo 2   |
| ---------- | --------- | ---------- |
| Costa Rica | 4-1       | México     |
| Canadá     | 3-1       | Cuba       |
| Cuba       | 0-3       | México     |
| Canadá     | 1-0       | Costa Rica |
| Costa Rica | 3-1       | Cuba       |
| México     | 2-0       | Canadá     |

## Playoff
| Equipo 1 | Agr. | Equipo 2 | Ida | Vuelta |
| -------- | ---- | -------- | --- | ------ |
| Jamaica  | 0-7  | México   | 0-2 | 0-5    |

## Clasificados al Mundial Sub-17
| - Costa Rica | - Estados Unidos | - México |